# Elezioni parlamentari in Norvegia del 1949
Le elezioni parlamentari in Norvegia del 1949 si tennero il 10 ottobre per il rinnovo dello Storting.

## Risultati
| Liste                                   | Voti      | %     | Seggi |
| --------------------------------------- | --------- | ----- | ----- |
| Partito Laburista Norvegese             | 803 471   | 45,69 | 85    |
| Høyre                                   | 279 790   | 15,91 | 21    |
| Venstre                                 | 218 866   | 12,45 | 20    |
| Partito Popolare Cristiano              | 147 068   | 8,36  | 9     |
| Partito Comunista di Norvegia           | 102 722   | 5,84  | –     |
| Partito dei Contadini                   | 85 418    | 4,86  | 6     |
| Partito dei Contadini - Høyre - Venstre | 45 311    | 2,58  | 4     |
| Partito dei Contadini - Høyre           | 35 860    | 2,04  | 3     |
| Partito dei Contadini - Venstre         | 22 408    | 1,27  | 2     |
| Partito della Società                   | 13 088    | 0,74  | –     |
| Partito Popolare Cristiano - Venstre    | 4 334     | 0,25  | –     |
| Altri                                   | 30        | 0,00  | –     |
| Totale                                  | 1 758 366 | 100   | 150   |

Ripartizione dei seggi delle liste comuni:
- Partito dei Contadini (2) - Høyre (2) - Venstre (0);
- Partito dei Contadini (3) - Høyre (0);
- Partito dei Contadini (1) - Venstre (1).

Seggi complessivi: Høyre: 23 - Venstre: 21 - Partito dei Contadini: 12.